# Chondropsis
Chondropsis is een geslacht van sponsdieren uit de klasse van de Demospongiae (gewone sponzen).

## Soorten
- Chondropsis arenacea (Dendy, 1917)
- Chondropsis arenifera Carter, 1886
- Chondropsis australis (Lendenfeld, 1888)
- Chondropsis ceratosus Kirkpatrick, 1900
- Chondropsis chaliniformis (sensu Lendenfeld, 1889)
- Chondropsis columnifera Dendy, 1895
- Chondropsis confoederata (Lamarck, 1814)
- Chondropsis kirkii (Bowerbank, 1841), dezelfde soort als Chondropsis kirki
- Chondropsis lamella (Lendenfeld, 1888)
- Chondropsis macropsamma (Lendenfeld, 1888)
- Chondropsis subtilis Calcinai, Bavestrello, Bertolino, Pica, Wagner & Cerrano, 2013
- Chondropsis topsenti Dendy, 1895
- Chondropsis wilsoni Dendy, 1895

Niet geaccepteerde soort:
- Chondropsis favosa → Chondropsis kirkii